# Liste der Botschafter der Vereinigten Staaten in Turkmenistan
Die Liste der Botschafter der Vereinigten Staaten in Turkmenistan bietet einen Überblick über die Leiter der US-amerikanischen diplomatischen Vertretung in Turkmenistan seit 1992. Die ehemalige sowjetische Unionsrepublik hatte sich am 27. Oktober 1991 für unabhängig erklärt; die Vereinigten Staaten erkannten den neuen Staat am 25. Dezember desselben Jahres an. Am 19. Februar 1992 nahmen beide Länder diplomatische Beziehungen auf, ehe am 17. März dieses Jahres dann die US-Botschaft in Aschgabat eröffnet wurde, die zunächst unter der Leitung von Geschäftsträger Jeffrey White stand. Mit Joseph S. Hulings nahm der erste offizielle Botschafter im September 1992 seinen Dienst auf.
| Amtszeit  | Name                                  | ernannt von    |
| --------- | ------------------------------------- | -------------- |
| 1992–1995 | Joseph S. Hulings                     | George Bush    |
| 1995–1998 | Michael W. Cotter                     | Bill Clinton   |
| 1998–2001 | Steven Robert Mann                    | Bill Clinton   |
| 2001–2003 | Laura E. Kennedy                      | George W. Bush |
| 2003–2007 | Tracey Ann Jacobson                   | George W. Bush |
| 2007–2010 | Richard E. Hoagland                   | George W. Bush |
| 2011–2014 | Robert E. Patterson                   | Barack Obama   |
| 2014–2014 | Laura E. Kennedy, Chargé d’affaires   | Barack Obama   |
| 2014–2019 | Allan Phillip Mustard                 | Barack Obama   |
| 2019      | Matthew Stephen Klimow                | Donald Trump   |
| 2019–     | Valerie Chittenden, Chargé d’affaires | Joe Biden      |